# David Diamond
David Leo Diamond (Rochester, 9 de julio de 1915 - Brighton, 13 de junio de 2005) fue un compositor de música clásica estadounidense.

## Biografía
Nació en Rochester en 1915. Estudió en el Instituto de Música de Cleveland y en la Escuela de Música Eastman bajo la supervisión de Bernard Rogers. En 1934 se trasladó a Nueva York con una beca, para estudiar con Paul Boepple y Roger Sessions hasta la primavera de 1936.
Por su condición de judío y homosexual, consideraba que su carrera se vio frenada por la homofobia y el antisemitismo.
Diamond falleció en su casa de Brighton de una insuficiencia cardíaca.

## Obras
Entre sus obras hay que señalar once sinfonías, tres conciertos para violín, once cuartetos de cuerda y otras obras para viento o para piano, aunque su obra más popular sea Rounds (1944) para orquesta de cuerdas.
- Ballet
  - Tom (1936)
- Orquesta
  - Sinfonías
    - Sinfonía n.º 1 (1940)
    - Sinfonía n.º 2 (1942-1943)
    - Sinfonía n.º 3 (1945)
    - Sinfonía n.º 4 (1945)
    - Sinfonía n.º 5 (1947-1964)
    - Sinfonía n.º 6 (1951)
    - Sinfonía n.º 7 (1957)
    - Sinfonía n.º 8 (1958-1960)
    - Sinfonía n.º 9 (1985)
    - Sinfonía n.º 10 (1980)
    - Sinfonía n.º 11 (1989-1991)

  - Salmos (1936)
  - Rondas para orquesta de cuerdas (1944)
- Concertante 
  - Concierto para violín n.º 1 (1937)
  - Concierto de la pequeña orquesta (1940)
  - Concierto para violín n.º 2 (1947)
  - Concierto para violín n.º 3 (1976)
  - Kaddish, para violonchelo y orquesta (1987)
- Cámara 
  - Cuarteto de cuerdas n.º 1 (1940)
  - Cuarteto de cuerdas n.º 2 (1943-4)
  - Cuarteto de cuerdas n.º 3 (1946)
  - Cuarteto de cuerdas n.º 4 (1951)
  - Cuarteto de cuerdas n.º 5 (1960)
  - Cuarteto de cuerdas n.º 6 (1962)
  - Cuarteto de cuerdas n.º 7 (1943)
  - Cuarteto de cuerdas n.º 8 (1964)
  - Cuarteto de cuerdas n.º 9 (1965-1967)
  - Cuarteto de cuerdas n.º 10 (1956)
- Otras
  - Tantivy (1988)
  - Música corazones (1989)
- Vocal 
  - David llora a Absalón (1946), completada con el texto bíblico de 2 Samuel 18:33
- Películas
  - When in Rome (2010)

## Premios y reconocimientos
Ganador de varios premios (entre ellos tres becas Guggenheim) está considerado uno de los compositores estadounidenses más prominentes de su generación.
- En 1938 se le concedió la Beca Guggenheim.
- En 1942 ganó el Premio de Roma.
- En 1943 ganó el Premio Paderewski para compositores americanos.
- En 1944 fue galardonado con el Premio de las Artes y las Letras de Música.
- En 1991 recibió la Medalla Edward MacDowell.
- En 1995 le fue entregada la Medalla Nacional de las Artes por el presidente de los Estados Unidos.